# یو کاوامورا
یو کاوامورا (انگلیسی: Yu Kawamura؛ زادهٔ ۱ دسامبر ۱۹۸۰) بازیکن فوتبال اهل ژاپن است.
از باشگاه‌هایی که در آن بازی کرده‌است می‌توان به باشگاه فوتبال آویسپا فوکوئوکا و باشگاه فوتبال کونسادول ساپورو اشاره کرد.